# Altes Pfarrhaus (Stuhr)

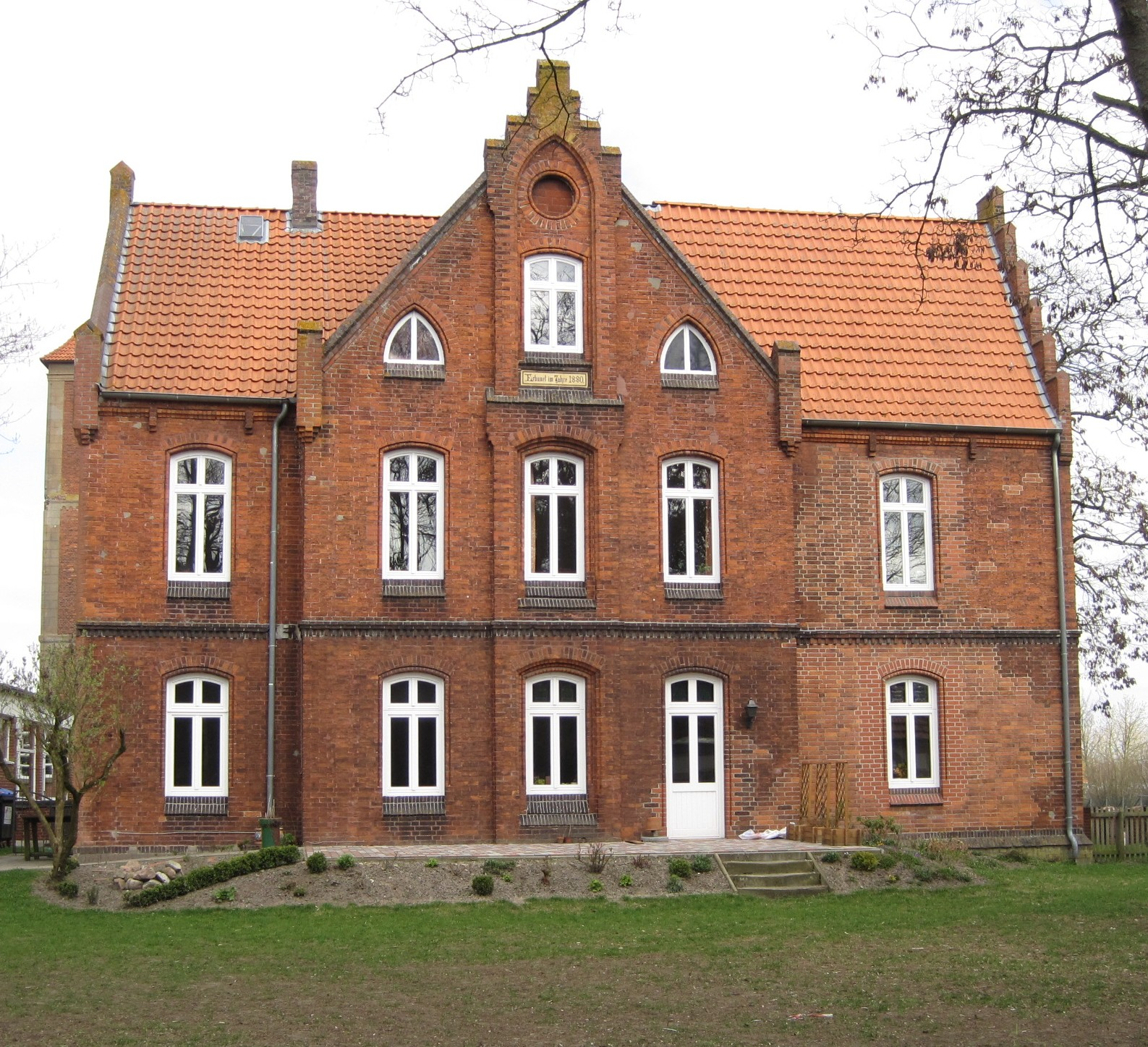
Stuhr, Altes Pfarrhaus

Das Alte Pfarrhaus in Stuhr, Ortsteil Brinkum, Kirchstraße 1, Ecke Bremer Straße 37, stammt von 1883.
Das Gebäude steht unter Denkmalschutz.

## Geschichte
Ein älteres baufälliges Pfarrhaus an dieser Stelle wurde abgerissen.
Das zweigeschossige verklinkerte historisierende Gebäude mit einem mittigen Giebelrisalit und Satteldach wurde 1883 im Stil der Gründerzeit gebaut. Hier wohnten und amtierten bis 2016 die Pastoren und ab 1982 auch Küster, Diakone, Vikare und Gemeindeschwestern.
1964/65 wurde es umfassend saniert sowie 1982/84 und 2016 umgebaut; der Pastor bezog 2016 das neue Pfarrhaus. Im Alten Pfarrhaus war nun im Erdgeschoss der Brinkumer Spielkreis untergebracht. Seit 2020 sind das Erd- und Obergeschoss vermietet.